# Konšování
Konšování je proces používaný při výrobě čokolády, při němž míchadlo, známé jako konše, rovnoměrně rozděluje kakaové máslo v čokoládě a může působit jako „leštič“ částic. Konšování podporuje také rozvoj chuti prostřednictvím tření, uvolňování těkavých látek a kyselin a oxidace. Název vznikl podle tvaru původně používaných nádob, které připomínaly spirálovitě točené lastury mušlí některých mořských mlžů.
Při takovém míchání ingrediencí, někdy až po dobu 78 hodin, lze vyrobit čokoládu s jemnou a bohatou chutí. Čokoláda nižší kvality se konšuje pouze 6 hodin. Vzhledem k tomu, že tento proces je pro výslednou strukturu a chuť čokolády tak důležitý, výrobci si podrobnosti o procesu konšování nechávají pro sebe.
Existuje řada konstrukcí konšovacích zařízení. Potravinářští vědci stále přesně zkoumají, co se během konšování děje a proč. 

## Historie
Rodolphe Lindt vynalezl konše v roce 1879 v Bernu ve Švýcarsku. V porovnání s ostatními tehdy používanými postupy vyráběl čokoládu s vynikajícím aroma a lepšími vlastnostmi při rozpouštění. Čokoládovna Lindt uvádí, že Lindt (možná omylem) nechal míchačku s čokoládou běžet přes víkend (nebo možná přes noc, podle jiných variant pravděpodobně apokryfního příběhu). Po návratu k zařízení Lindt rozpoznal, že výsledný produkt má jiné vlastnosti než tehdy běžně vyráběná čokoláda, má méně zrnitou strukturu a větší lesk než tehdy běžná čokoláda, která byla po ztuhnutí zpravidla zrnitá kvůli přítomnosti neideálních krystalů kakaového másla. Lindtův vynález umožnil masovou výrobu čokoládových tyčinek, které nakonec nahradily čokoládové nápoje jako hlavní způsob masové konzumace čokolády.
|  |  |